# Nueva trova cubana
La Nueva Trova Cubana è un movimento culturale e musicale che si sviluppa a Cuba tra la fine degli anni sessanta e l'inizio degli anni settanta.
Si inserisce nel più ampio ambito della Nueva Canción, che si diffonde in quel periodo in molti Paesi iberoamericani, caratterizzandosi come una musica d'autore che fonde motivi tradizionali a sperimentazioni innovative, e che affronta questioni sociali legandosi direttamente a movimenti politici rivoluzionari, di sinistra e nazionalisti.
La Nueva Trova nasce ufficialmente il 2 dicembre 1972 a Manzanillo, sebbene l'origine effettiva del movimento vada fatta risalire al concerto di Pablo Milanés, Silvio Rodríguez e Noel Nicola alla Casa de Las Américas di L'Avana il 18 febbraio 1968.

## Influenze
I Nueva Trova sono un aspetto del "movimento delle nuove canzoni" che coinvolge tutta dell'America latina che tende a impiegare testi letterari, formali e colti. Un'altra influenza si trova nel Filín, un movimento romantico della fine degli anni quaranta, di cui Pablo Milanés, fu uno dei maggiori interpreti.
Nello stesso periodo in cui nasceva il movimento Nueva Trova, altri generi musicali simili si svilupparono in altre parti del mondo; questo sviluppò la popolarità della musica tradizionale legata ai brani con tematiche socio-politiche.
I Nueva Trova furono maggiormente influenzati dalla nueva canción sudamericana (specialmente cilena), dal nova canço spagnolo, dal canto nuevo boliviano, dal canto livre e dalla nova canção portoghese, e dal tropicalismo brasiliano. Nello stesso periodo divennero popolari anche alcuni portoricani, tra cui Roy Brown, Andrés Jiménez, Antonio Caban Vale e il gruppo Haciendo Punto en Otro Son.
Sebbene ispirati da artisti americani di protesta come Bob Dylan e Joan Baez, i Nueva Trova criticarono gli abusi fatti dagli Stati Uniti e dai suoi alleati. Anche The Beatles, la revivalista cilena Violeta Parra, il cantante-compositore uruguaiano Daniel Viglietti e il cantante catalano Joan Manuel Serrat ebbero la loro parte nell'influenzare il movimento dei Nueva Trova.

## Attivismo
Sia a Cuba che a Puerto Rico, le canzoni a tema politico dei Nueva Trova furono molto spesso criticate dagli Stati Uniti; i cantanti portoricani criticavano soprattutto il fatto che l'isola di Vieques fosse usata come campo d'addestramento per la marina militare statunitense.
Un'altra caratteristica peculiare dei Nueva Trova sono i temi trattati nelle canzoni. Vengono abbandonati i temi banali della vita (come ad esempio l'amore) per concentrarsi su argomenti come il socialismo, le ingiustizie, il sessismo, il razzismo e altri argomenti "seri". Silvio Rodríguez e Pablo Milanés divennero i più importanti esponenti di questo stile. Carlos Puebla e Joseíto Fernández furono per molto tempo dei trova, ma dei due solo Puebla scrisse canzoni pro-rivoluzionarie.
Il regime stanziò fondi per quei musicisti che avrebbero scritto canzoni anti-americane o pro-rivoluzionarie; questo diede una boccata d'aria a quei musicisti che trovavano difficile, se non impossibile, riuscire a guadagnarsi da vivere dopo la chiusura dei locali notturni voluta dal governo castrista. Nel 1967 si tenne a la Casa de las Américas, a L'Avana, il Festival de la canción de protesta. Molti degli sforzi furono indirizzati a infastidire il governo statunitense. Tania Castellanos, una cantante di filín, scrisse ¡Por Ángela! in onore di Angela Davis.
Anche se i Nueva Trova esprimevano i problemi socio-economici di Cuba, alcuni decisero di cambiare genere passando al Rap Cubano perché lo consideravano più diretto e più vicino alla vita di strada.

## Declino
Il movimento dei Nueva Trova vide il suo apice negli anni settanta, ma il suo declino cominciò con la caduta dell'Unione Sovietica. Ci sono esempi di nueva trova che non si allineano allo stile politico delle canzoni, per esempio, Liuba María Hevia , scrisse canzoni su temi più tradizionali come l'amore e la solitudine, con un grande stile poetico. Dall'altra parte dello specchio troviamo Carlos Varela , famoso a Cuba per il suo aperto disaccordo con alcuni punti della rivoluzione castrista.
I Nueva Trova, inizialmente così popolari, hanno subito un duro colpo con la caduta dell Unione Sovietica, sebbene avesse già perso popolarità. Essi soffrirono all'interno di Cuba, forse a causa del crescente disincanto per un partito unico, ed all'esterno, per il vivido contrasto con i film e le registrazioni dei Buena Vista Social Club. L'audience mondiale aveva aperto gli occhi verso lo straordinario fascino e la qualità musicale delle vecchie forme musicali cubane. Dall'altra parte, i temi principali degli anni '60 e '70 ora sembravano sterili e passati di moda; quando il tema non è più attuale, alle canzoni rimane la qualità musicale. Questi brani di alta qualità, tra i quali si distingue Hasta siempre di Puebla, probabilmente vivranno finché Cuba vivrà.

## Alcuni esponenti dei Nueva Trova
Le prime stars di questo movimento furono Silvio Rodríguez, Vicente Feliú, e Pablo Milanés.

### La prima generazione
- Silvio Rodríguez
- Pablo Milanés
- Noel Nicola
- Vicente Feliú
- Sara González
- Augusto Blanca
- Amaury Pérez
- Lázaro García
- Alejandro Garcia (Virulo)
- Rafael de la Torre

### La generazioni anni ottanta
- Gerardo Alfonso
- Frank Delgado
- Santiago Feliú
- Pedro Luis Ferrer
- Liuba María Hevia
- Anabell López
- Carlos Varela

### Giovani musicisti
- Lucha Almada
- Vanito Brown
- Eduardo Calero
- Trío Enserie
- Karel Garcia
- Gema y Pavel
- Habana Abierta
- Lourdes Pérez
- William Vivanco
- Mikie Rivera
- Polito Ibanez
- David Torrens